# 아라하마정
아라하마정(荒浜町)은 1955년까지 미야기현 와타리군에 있던 정이다. 현재의 와타리정에 해당한다.

## 역사
- 1889년 4월 1일 - 정촌제 시행과 수반해 아라하마촌이 성립하였다
- 1943년 4월 29일 - 정으로 승격해 아라하마정이 되었다.
- 1955년 1월 31일 - 와타리 정, 요시다 촌, 오쿠마 촌과 합병해 와타리정이 되었다.

## 지역

### 인구
| 1920년 | 3,154명 |  |
| 1925년 | 3,363명 |  |
| 1930년 | 3,734명 |  |
| 1935년 | 4,021명 |  |
| 1940년 | 3,967명 |  |
| 1947년 | 5,427명 |  |
| 1950년 | 5,760명 |  |

※국세조사로부터

## 경제
북서부에서는 농업, 남동부에서는 어업이 주요 산업이었다.
특산품은 아부쿠마강을 거슬러 올라가는 연어로, 메이지 말기에는 연간 85t의 어획량이 있었고, 소금에 절인 생연어가 선물용으로 많이 사용되었다고 한다. 합병 직전인 1953년의 통계에 따르면 어업 매출액은 6,238만6천 엔으로 주요 어획 품목으로는 가자미, 넙치, 넙치, 메로, 문어가 꼽혔으며, 이 외에도 굴, 김, 해삼 양식이 이루어지고 있었다.
구 아라하마 어항(아라하마 미나토)은 아부쿠마 강 하구 남쪽 해안에 위치해 있었으나, 이후 토리노미 북안으로 이전했다(이전 후의 신아라하마 어항(아라하마 츠키항)에 대해서는 토리노미 항을 참조).